# Yosocahanu
Yosocahanu är en ort i Mexiko.   Den ligger i kommunen Heroica Ciudad de Tlaxiaco och delstaten Oaxaca, i den sydöstra delen av landet, 290 km sydost om huvudstaden Mexico City. Yosocahanu ligger 2 382 meter över havet och antalet invånare är 175.
Terrängen runt Yosocahanu är huvudsakligen kuperad, men åt sydväst är den bergig. Runt Yosocahanu är det ganska glesbefolkat, med 43 invånare per kvadratkilometer. Närmaste större samhälle är Heroica Ciudad de Tlaxiaco, 15,5 km nordost om Yosocahanu. I omgivningarna runt Yosocahanu växer huvudsakligen savannskog.